# ХТ-26
ХТ-26/БХМ-3 — советский лёгкий химический (огнемётный) танк, созданный на базе лёгкого танка Т-26. Выпускался несколькими сериями с 1933 по 1936 годы. Достаточно успешно применялся в боях у озера Хасан, в боях у реки Халхин-Гол, Зимней войне и на начальном этапе Великой Отечественной войны.

## История создания
11 марта 1932 года Реввоенсовет СССР принял постановление «О придании мехбригаде химических и других средств для борьбы с закрепившейся пехотой противника». В соответствии с этим постановлением Военно-химическому управлению (ВОХИМ) РККА предписывалось «разработать опытный образец химического танка Т-28, оборудовав его прибором дымопуска, огнемётом и приспособив для заражения местности отравляющими веществами», в свою очередь ВОХИМ, доверил эту работу КБ-2 завода № 174 в Ленинграде (основные танковые агрегаты) и КБ завода «Компрессор» (химическое оборудование). БХМ-3 помимо огнемёта оснащалась приборами дымового пуска и распылителями отравляющих веществ, поэтому такие танки именовались не огнемётными, а «химическими».
Летом 1932 года первый образец химического танка на базе Т-26, оборудованный огнеметом пневматического действия, поступил на испытания.
Примерно в это же время для установки на линейные танки был создан танковый химический прибор ТХП-3. Он мог быть смонтирован на любой машине без переделок, был принят на вооружение РККА и выпускался на заводе «Компрессор», Правда, с лета 1934 года ТХП-3 предназначался уже только для «постановки дымовых и огненных завес» и получил индекс ТДП-3 (танковый дымовой прибор). К концу 1936 года завод «Компрессор» изготовил 1503 таких прибора.
Что касается функции выпуска отравляющих веществ, то оказалось наиболее целесообразным придать её танку, оборудованному огнемётом. В 1933 году боевая химическая машина БХМ-3 (ХТ-26) была принята на вооружение. За период с 1932 по 1935 год было изготовлено 605 химических танков ХТ-26:
- 1932: 53 (переделаны из 2-х башенных Т-26);
- 1933: 115;
- 1934: 430;
- 1935: 7.

В ходе капитальных ремонтов 270 машин были модернизированы до уровня ХТ-130 и ХТ-133.

## Особенности конструкции
Химический танк ХТ-26 был создан на базе двухбашенного Т-26 обр. 1931 г.
Левая башня была изъята, а на её месте располагался большой люк с откидной крышкой для доступа к огнемётной аппаратуре. Аппаратура состояла из резервуара для огнесмеси, отравляющего вещества или дымообразующей смеси ёмкостью 360 л, трёх 13,5-литровых баллонов со сжатым до 150 атм воздухом, бензинового бачка емкостью 0,7 л, системы шлангов и вентилей.

## Вооружение
В башне танка устанавливались огнемёт и пулемёт ДТ (боекомплект 1512 патронов). Дальность огнеметания смеси мазута и керосина — 35 м. Количество односекундных выстрелов — 70. За один выстрел под давлением сжатого воздуха в 12 кг/см² выбрасывалось 5 л огнесмеси. Поджигалась смесь от факела горящего бензина, а бензин — от электрической запальной свечи.
В зависимости от боевой задачи бак ХТ-26, помимо огнесмеси, мог заполняться дымообразующей смесью типа S-III или S-IV, отравляющими веществами стойкого или нестойкого типа, а также водой или мыльной жидкостью для дегазации местности. Для распыления отравляющего вещества и дымопуска использовался распылитель, располагавшийся в кормовой части машины.

## Боевое применение

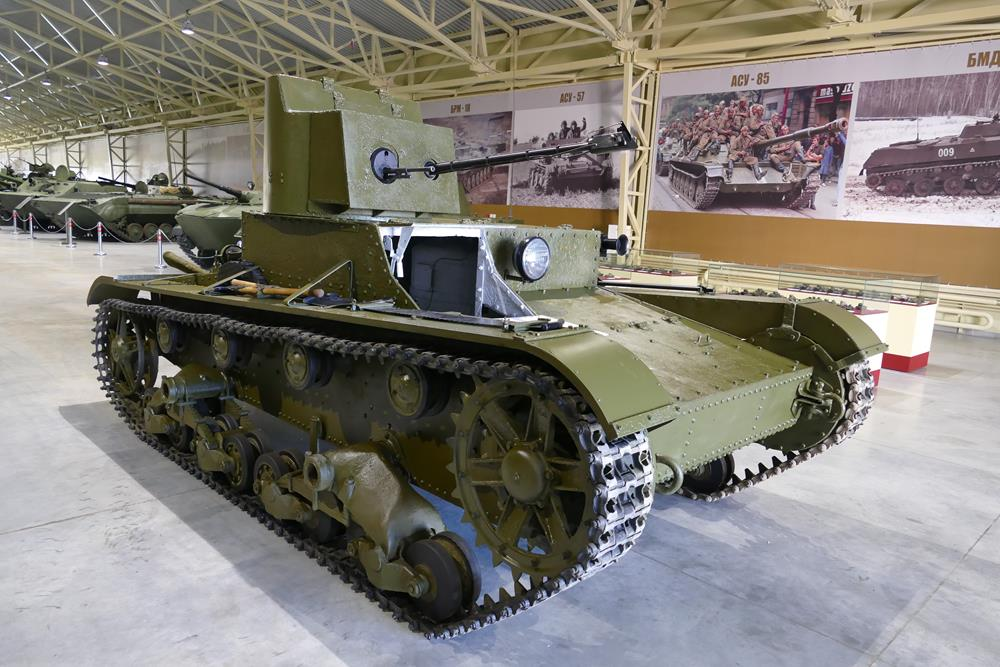
Отреставрированный танк ХТ-26 в Музее отечественной военной истории

Впервые огнемётные танки были применены в августе 1938 года в боях у озера Хасан. Здесь в составе 2-й механизированной бригады действовали 9 ХТ-26, из которых один был безвозвратно потерян. Следующим театром военных действий для них стали бои на Халхин-Голе по ликвидации 6-й японской армии. В ходе этих боев четверо танкистов-огнемётчиков 6-й танковой бригады: помощник командира роты боевого обеспечения ст. лейтенант Ф. Я. Спехов, командир взвода огнемётных танков мл. лейтенант Д. Ф. Козлов, механики-водители огнемётных танков младший командир И. И. Бронец и младший командир С. Т. Поднавозный, проявившие героизм в боях с японскими самураями, удостоены звания Героя Советского Союза. Безвозвратные потери составили 5 ХТ-26.
В  Зимней войне в 1939—1940 гг. в боях принимало участие уже 5 батальонов и отдельных рот огнемётных танков. Потери оказались существенными: списано 118 танков ХТ-26, ХТ-130 и ХТ-133 и 6 ТТ-26. За мужество и героизм, проявленные при прорыве «линии Маннергейма», командиру взвода огнемётных танков 37-й отдельной роты боевого обеспечения 35-й танковой бригады мл. лейтенанту А. Я. Тараканову, командиру огнемётного танка той же роты Ф. П. Павлову и старшему механику-водителю огнеметного танка Ф. Ф. Кротову также присвоено звание Героя Советского Союза.
Опыт применения огнемётных танков на Халхин-Голе и в Финляндии подтвердил высокую эффективность этого вида вооружения, но и поставил перед конструкторами проблему увеличения дальности стрельбы, усиления броневой защиты и указал на необходимость сохранения в танке пушечного вооружения.
Эти проблемы решались уже путём создания огнемётных танков на базе новых танков КВ и Т-34.
На 22 июня 1941 года в механизированных корпусах РККА числилось 994 химических танка на базе Т-26, из них в приграничных военных округах ХТ-26 было 128 (ЛВО — 64, ПрибОВО — 8, ЗапОВО — 35, КОВО — 16, из которых 5 находились на ремонте на заводе) и ещё 180 — во внутренних округах и рембазах НКО. Об их боевом применении точной информации пока найти не удалось, хотя некоторые данные всё же сохранились. Вот, к примеру, отчёт начальника химической службы 1-го мехкорпуса подполковника В.А. Сапцова, в котором организация наступления была подвергнута жёсткой критике: «Огнемётный батальон 5 ТП при атаке г. Остров, бывшим командиром 5 ТП был использован преступно. Одну роту огнемётных танков выслал в первый эшелон с задачей уничтожения ПТО противника. Эта рота в течение 30–40 минут была полностью уничтожена в упор артогнем немцев, т.к. огнемётные танки, маневрируя, подходили на огнеметный выстрел к ПТО». Примерно так же развивались события и на других участках советско-германского фронта. Впрочем, достаточно много химических танков было брошено своими экипажами ещё на маршах из-за нехватки топлива или по техническим причинам — об этом свидетельствуют немецкие фотографии, сделанные «по горячим следам» летом и осенью 1941 года. Судя по всему, к октябрю ни одного ХТ-26 на центральных участках фронта уже не осталось. Захваченные химические танки ХТ-26 в немецкой армии не использовались. По крайней мере, никакой информации на этот счёт найти не удалось. Возможно, что их просто не отделяли от Т-26, имевшихся в значительном количестве. Что касается танков ХТ-26, доставшихся в качестве трофеев финской армии, то к 31 мая 1941 г. их имелось 4 единицы. Поскольку их боевая ценность была небольшой, ХТ-26 некоторое время находились в резерве и использовались как учебные. Остальные ХТ-26 были подвергнуты модернизации. С химических танков срезали верхний лист подбашенной коробки и устанавливались новый, с вырезом под погон для башни танка Т-26 образца 1933 года. Также с левой стороны корпуса вырезалось отверстие под установку курсового пулемета ДТ. Большей частью такие «гибриды» использовались в 1941-1943 гг., но во время советского наступления в Карелии летом 1944 года в бой пошли и они. Судя по тому, что ни одного финского ХТ-26 ни в каком варианте не сохранилось все эти танки были выведены из строя и после войны разделаны на металл.М.Барятинский «Лёгкий танк Т-26» (Бронеколлекция. Спецвыпуск №2) (недоступная ссылка) (недоступная ссылка) (недоступная ссылка) (недоступная ссылка) (недоступная ссылка)</ref>
Танк применялся на протяжении первой половины Великой Отечественной войны. Подробные данные отсутствуют. Отметить можно трагическое сражение под деревней Карпово, близ города Остров. В начале июля 1941 года бои за город Остров вела 3-я танковая дивизия РККА. В течение одного из боев, по предварительным данным, из немецкого 88 мм орудия, были подбиты 9 советских танков, в том числе 2 КВ-1, 5 Т-26 и 2 ХТ-26.
К концу 1941 года большая часть химических «двадцать шестых» была потеряна. Однако небольшое их количество еще использовалось в боях на Юго-Западном, Южном и Крымском фронтах весной 1942 года. 

## Семейство огнемётных (химических) танков на базеТ-26
- ХT-26 (БХМ-3) — химический (огнемётный) танк (1932 г.). Вооружение: огнемётная установка и пулемёт ДТ. Выпущено 605 машин.
- TT-26, ТТ-131 — лёгкий химический (огнемётный) телетанк. Вооружение: пулемёт ДТ и огнемётная установка. Выпущено 65 штук.
- ХT-130 — химический (огнемётный) танк (1936 г.). Вооружение: огнемётная установка и пулемёт ДТ, выпускался серийно. Выпущена 401 штука.
- ХT-133 — химический (огнеметный) танк (1939 г.). Вооружение: огнемётная установка и 2 пулемёта ДТ, выпускался серийно, выпущено 269 штук.
- ХT-134 — химический (огнемётный) танк (1940 г.). Вооружение: 45-мм танковая пушка 20K образца 1932/38 г., 2 пулемёта ДТ и огнемётная установка, выпущены два опытных образца. 

## Фотогалерея

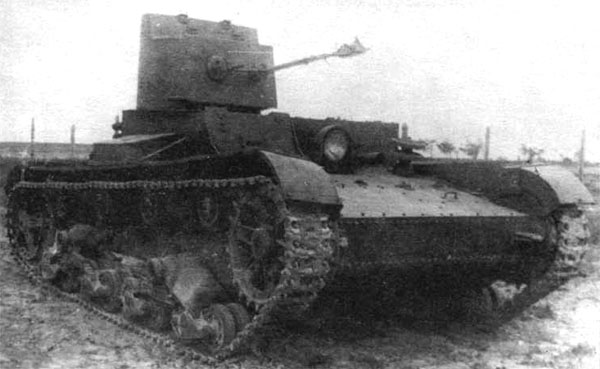
Вид спереди
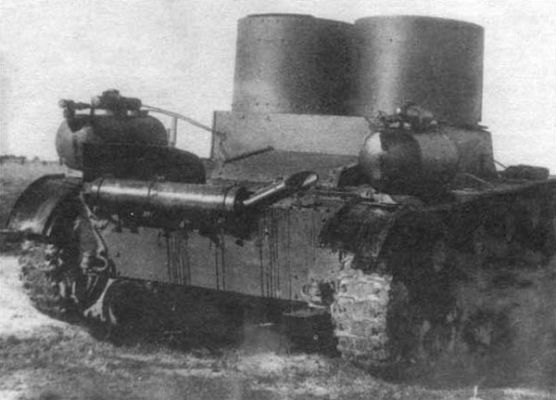
Двухбашенная модификация (вид сзади)
Схема танка

## В стендовом моделизме
ХТ-26 выпускался компанией Звезда Шаблон:Производитель в маштабе 1/35 и выпускается в маштабе 1/100 для настольной игры

## Сохранившиеся экземпляры
- Единственный экземпляр танка ХТ-26 представлен в экспозиции Музея отечественной военной истории, в деревне Падиково Истринского района Московской области. [3] Полностью восстановлен, на ходу. При реставрации удалось сохранить более 95% оригинальных деталей.